# 合肥蜀山经济技术开发区
合肥蜀山经济技术开发区是位于中华人民共和国安徽省合肥市蜀山区的一个开发区。前身是2002年成立的蜀山新产业园区，地处合肥市的西郊。2006年4月，安徽省人民政府批准，蜀山新产业园区为省级经济开发区。2012年5月，中国商务部命名为“国家电子商务示范基地”，2013年3月，被国家信息中心授予“中国呼叫中心产业专业示范园区”。同年12月，开发区面积扩大，总体规划面积为6.79平方公里。2021年6月17日，国务院正式批复合肥蜀山经济开发区晋升为国家级经济技术开发区，成为“十三五”以来安徽省唯一成功晋升为国家级的经济技术开发区。

## 行政区划
下辖以下地区：
蜀麓苑社区、万泽社区、卓然社区、山湖苑社区和邓店村。